# 乌蒙大草原

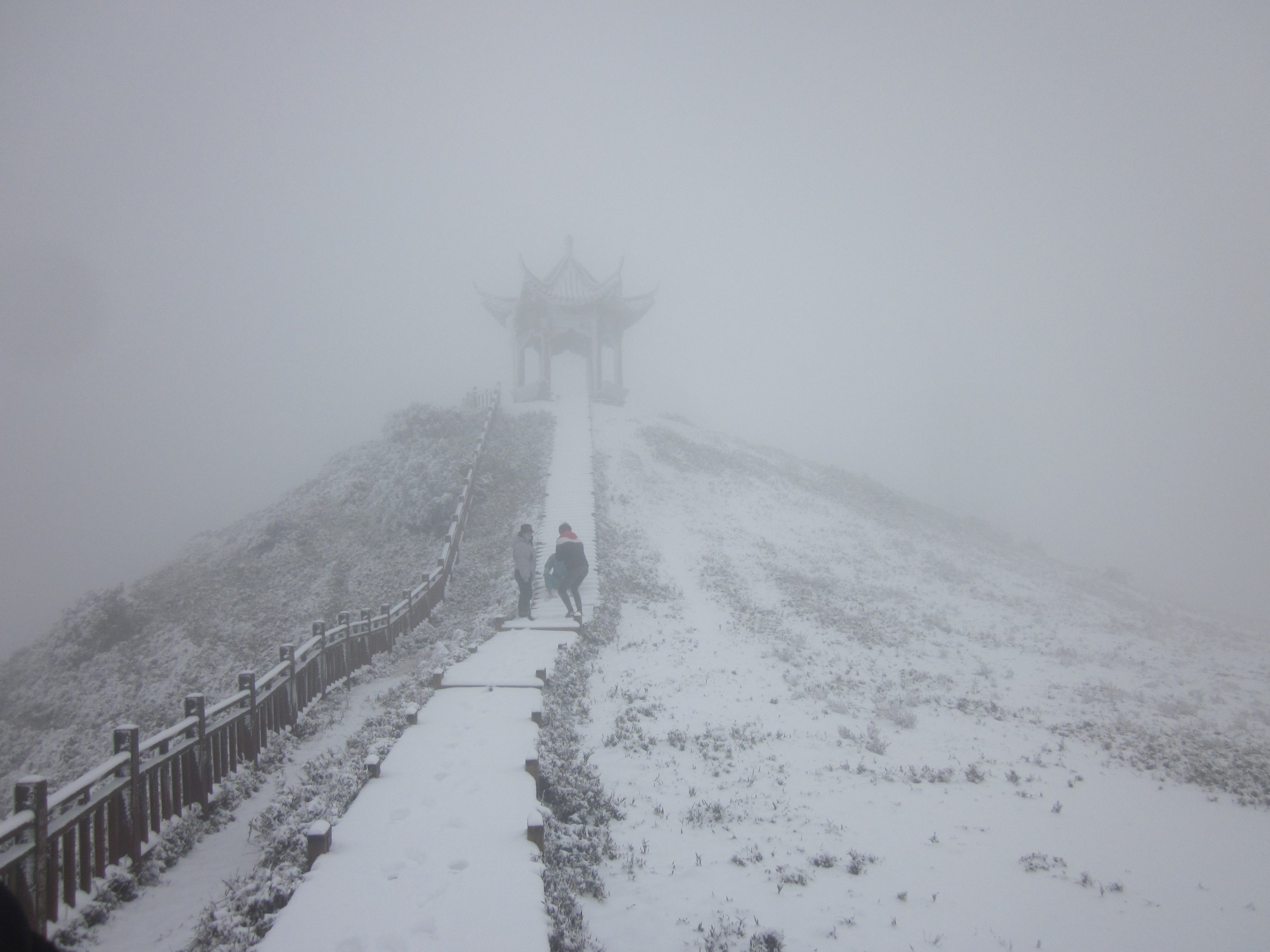
观景亭。

乌蒙大草原坐落在中华人民共和国贵州省六盘水市盘州市，是乌蒙山国家地质公园的一部分，是西南地区海拔最高、面积最大的高山草场之一，是贵州省省级风景名胜区。

## 沿革
2018年1月，乌蒙大草原晋升国家AAAA级旅游景区。

## 概要

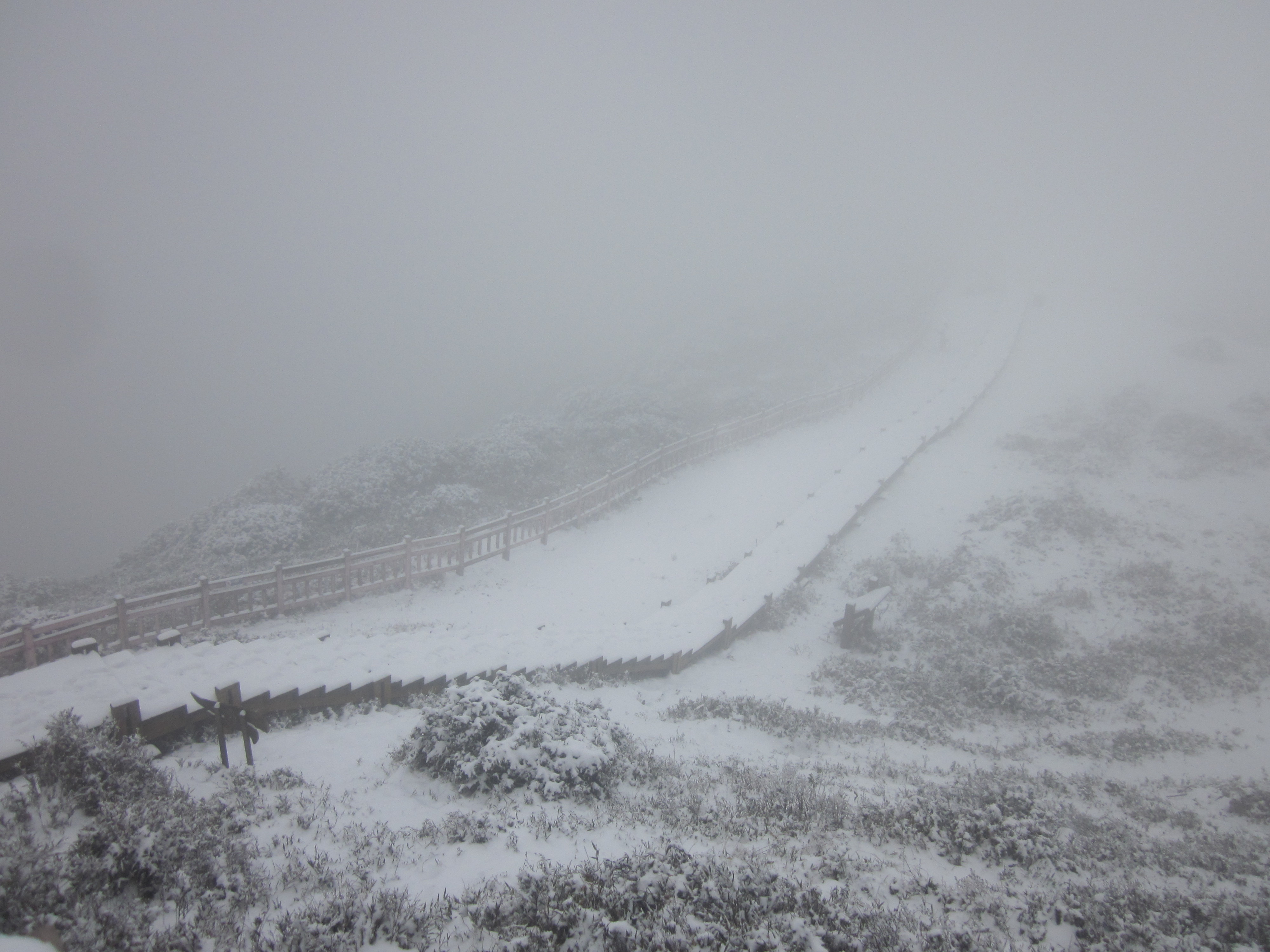
乌蒙大草原。

乌蒙大草原在贵州省盘州市北部乌蒙镇、坪地彝族乡境内，海拔2000米至2857米，有一望无际的高山草场，万亩高原矮杜鹃花林、高山湖泊“长海子”、彝族聚落、奇特的自然现象“佛光”、雄伟的牛棚梁子大山和八担子山。

## 地理
乌蒙大草原属于亚热带季风气候，年平均气温11.1℃，地质是玄武岩、喀斯特地形地貌。

## 主要景点
- 长海子和长海子露营区
- 高原杜鹃花
- 五环佛光台
- 七彩滑道
- 空中玻璃水滑道
- 龙潭瀑布
- 备毛沟河溪
- 观佛台
- 观景亭
- 滑雪场
- 百草坪露营区
- 音乐节主会场